# Landschaftsschutzgebiet Flugsanddüne bei Waddenhausen

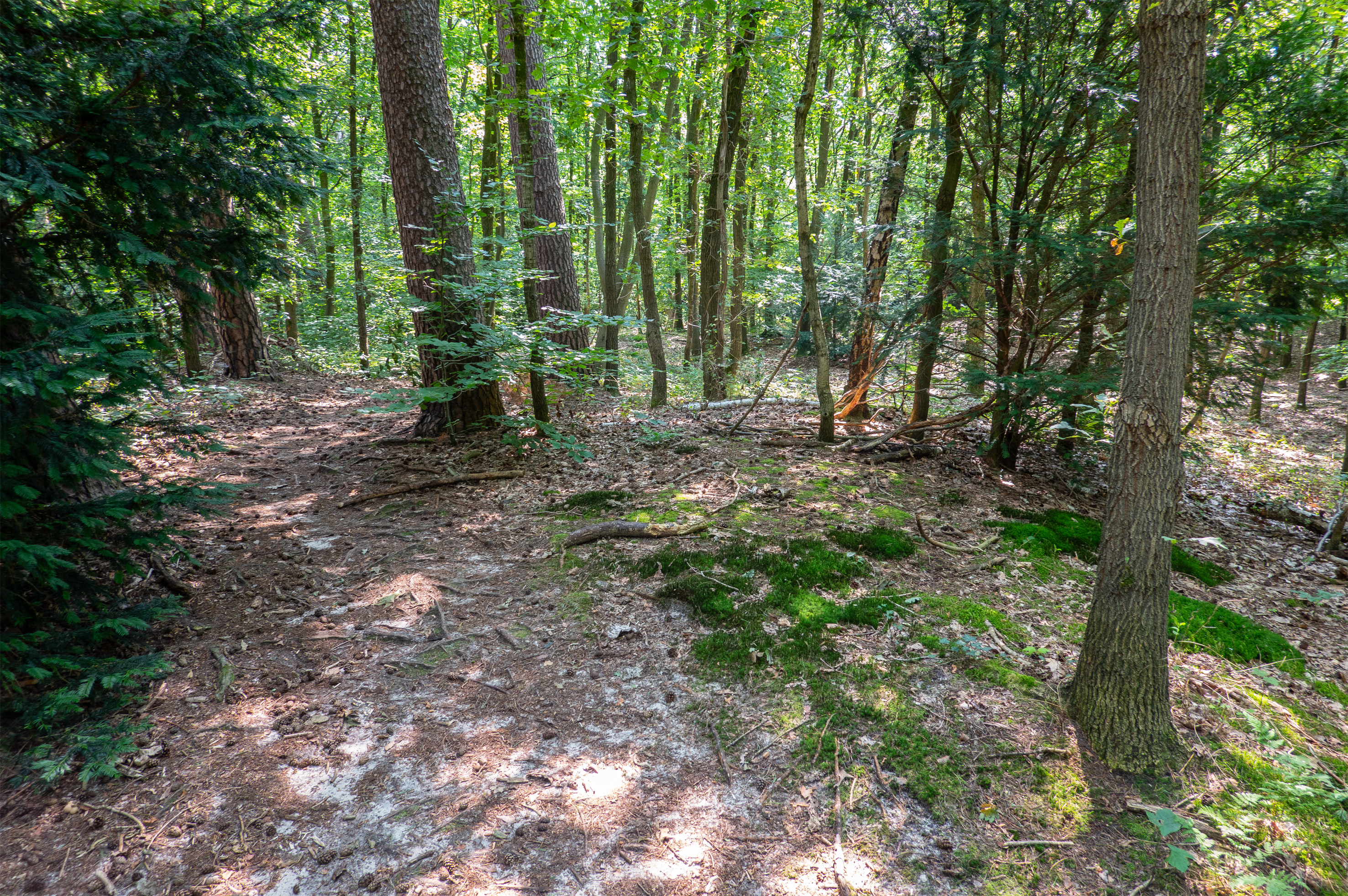
Landschaftsschutzgebiet Flugsanddüne bei Waddenhausen

Das Landschaftsschutzgebiet Flugsanddüne bei Waddenhausen mit 3,89 Hektar Flächengröße liegt im Stadtgebiet Lage westlich von Waddenhausen. Es wurde 2006 mit dem Landschaftsplan Lage durch den Kreistag des Kreises Lippe als Landschaftsschutzgebiet (LSG) ausgewiesen.

## Beschreibung
Das LSG umfasst eine südwestlich exponierte bis zu fünf Meter hohe Flugsanddüne mit Birken-Eichenwald, der mit Kiefern durchsetzt ist. 
Der Landschaftsplan Lage führt zum Wert des LSG aus: „In einer größeren Auflichtung am südwestlichen Waldrand gibt es eine weitgehend intakte Sandbodenvegetation mit Rote Liste-Pflanzenarten. Der überwiegende Teil des Waldes wird jedoch von einer gestörten Krautschicht mit lebensraumuntypischen Arten und Brombeergestrüppen eingenommen. Die Flugsanddüne ist ein wichtiges Refugial-und Trittstein-Biotop von lokaler Bedeutung für Lebensgemeinschaften offener Sandstandorte. Der Bereich ist wertvoll für sandliebende Insekten und Spinnen und weist eine besondere geomorphologische Form auf. “

## Schutzzwecke für das LSG
Laut Landschaftsplan erfolgte die Ausweisung des LSG
- „zur Erhaltung und Wiederherstellung der Leistungsfähigkeit des Naturhaushaltes in ökologisch besonders wertvoll strukturierten Bereichen mit Wasser-, Klima- und Biotopschutzfunktionen,“
- „zur Erhaltung und Wiederherstellung von Quellbereichen und naturnahen Fließgewässern, Wald- und Grünlandbereichen unterschiedlicher Feuchtestufen, Feldgehölzen, Hecken und Obstwiesen,“
- „zur Erhaltung morphologisch ausgeprägter Bereiche zur Sicherung der landschaftlichen Eigenart und Vielfalt für die Erholung,“
- „zur Erhaltung wertvoller Biotopkomplexe aus Wald-Grünlandbereichen, Fließgewässern und Quellen sowie Biotopen nach § 62 LG mit wichtigen Refugial-, Puffer-, Trittstein- und Vernetzungsfunktionen,“
- „zur Erhaltung und Wiederherstellung wichtiger Rückzugsräume für die bedrohte Tier- und Pflanzenwelt,“
- „zur Sicherung der das Orts- und Landschaftsbild gliedernden und belebenden und die dörflichen Siedlungsstrukturen prägenden Freiraumelemente.“[1]

## Rechtliche Vorschriften
Im Landschaftsschutzgebiet ist unter anderem das Errichten von Bauten verboten. Grün- und Brachland darf nicht in eine andere Nutzungsart umgewandelt oder umgebrochen werden.